# Gymnopilus panelloides
Gymnopilus panelloides là một loài nấm thuộc họ Cortinariaceae.